# Diocese de Cartagena
A Diocese de Cartagena (em latim: Dioecesis Carthaginensis in Hispania) é uma diocese da Igreja Católica localizada no município de Cartagena, na província e região autônoma da Múrcia. É pertencente a Arquidiocese de Granada na Espanha. Foi fundada no Século I e conta com uma população católica de 1.040.700 habitantes, sendo 68,5% da população total, possui 415 paróquias com dados de 2022.

## História
No Século I é fundada a Diocese de Cartagena na Espanha. Em 1564 a diocese perde território para a formação da Diocese de Orihuela. Em 1949 a Diocese de Cartagena juntamente com as dioceses de Orihuela e Cuenca perdem território para a formação da Diocese de Albacete. Em 1954 a diocese perde território para a Diocese de Orihuela. Em 1957 a Diocese de Cartagena juntamente com a Arquidiocese de Granada e a Diocese de Guadix perdem território para a Diocese de Almeria.

## Bispos
A diocese foi fundada Século I. A seguir uma lita de alguns bispos da diocese do qual se tem registro até 1372.
- Pedro Gallego, O.F.M  (1241 - 1267) morreu no cargo
- Nicolás Yáñez Gutiérrez de Aguilar (1361 - 1372) morreu no cargo

Após 1482 os bispos da diocese foram os seguintes.
|                     | Nome                                        | Período             | Notas                                           |
| Bispos de Cartagena | Bispos de Cartagena                         | Bispos de Cartagena | Bispos de Cartagena                             |
| ------------------- | ------------------------------------------- | ------------------- | ----------------------------------------------- |
| 52º                 | José Manuel Lorca Planes                    | 2009 - presente     |                                                 |
| 51º                 | Juan Antonio Reig Plá                       | 2005 - 2009         | Nomeado bispo de Alcalá de Henares              |
| 50º                 | Manuel Ureña Pastor                         | 1998 - 2005         | Nomeado arcebispo de Zaragoza                   |
| 49º                 | Javier Azagra Labiano                       | 1978 - 1998         |                                                 |
| 48º                 | Miguel Roca Cabanellas                      | 1969 - 1978         | Nomeado arcebispo de Valência                   |
| 47º                 | Ramón Sanahuja y Marcé                      | 1950 - 1969         |                                                 |
| 46º                 | Miguel de los Santos Díaz y Gómara          | 1935 - 1949         | morreu no cargo                                 |
| 45º                 | Vicente Alonso y Salgado, Sch P.            | 1903 - 1930         | morreu no cargo                                 |
| 44º                 | Tomás Bryan y Livermore                     | 1884 - 1902         | morreu no cargo                                 |
| 43º                 | Diego Mariano Alguacil y Rodríguez          | 1876 - 1884         | morreu no cargo                                 |
| 42º                 | Francisco Landeira y Sevilla                | 1861 - 1876         | morreu no cargo                                 |
| 41º                 | Mariano Benito Barrio Fernández             | 1847 - 1861         | Nomeado arcebispo de Valência                   |
| 40º                 | José Antonio Azpeitia y Sáenz de Santamaria | 1824 - 1840         | morreu no cargo                                 |
| 39º                 | Antonio Posada Rubín de Celis               | 1821 - 1825         |                                                 |
| 38º                 | José Jiménez                                | 1806 - 1820         | morreu no cargo                                 |
| 37º                 | Victoriano López Gonzalo                    | 1789 - 1805         | morreu no cargo                                 |
| 36º                 | Manuel Felipe Miralles                      | 1785 - 1788         | morreu no cargo                                 |
| 35º                 | Manuel Rubín y Celis                        | 1773 - 1784         | morreu no cargo                                 |
| 34º                 | Diego Rojas y Contreras                     | 1753 - 1772         | morreu no cargo                                 |
| 33º                 | Juan Mateo López Sáenz, C.R.M.              | 1742 - 1752         | morreu no cargo                                 |
| 32º                 | Tomás José Ruiz Montes                      | 1724 - 1741         | morreu no cargo                                 |
| 31º                 | Luis Antonio Belluga y Moncada, C.O.        | 1705 - 1724         |                                                 |
| 30º                 | Francisco Fernández de Angulo               | 1696 - 1704         | morreu no cargo                                 |
| 29º                 | Máximo Francisco Joániz de Echalaz          | 1695 - 1695         | morreu no cargo                                 |
| 28º                 | Antonio Medina Cachon y Ponce de Leon       | 1685 - 1694         | morreu no cargo                                 |
| 27º                 | Francisco de Rojas-Borja y Artés            | 1673 - 1684         | morreu no cargo                                 |
| 26º                 | Mateo de Sagade de Bugueyro                 | 1664 - 1672         | morreu no cargo                                 |
| 25º                 | Juan Bravo Lasprilla                        | 1662 - 1663         | morreu no cargo                                 |
| 24º                 | Andrés Bravo de Salamanca                   | 1656 - 1662         | Nomeado bispo de Sigüenza-Guadalajara           |
| 23º                 | Diego Martínez Zarzosa                      | 1649 - 1656         | Nomeado bispo de Málaga                         |
| 22º                 | Juan Vélez de Valdivielso                   | 1645 - 1648         | morreu no cargo                                 |
| 21º                 | Mendo de Benavides                          | 1640 - 1644         | morreu no cargo                                 |
| 20º                 | Francisco de Manso Zuñiga y Sola            | 1637 - 1640         | Nomeado arcebispo de Burgos                     |
| 19º                 | Antonio Trejo de Sande Paniagua, O.F.M.     | 1618 - 1636         | morreu no cargo                                 |
| 18º                 | Alfonso Márquez de Prado                    | 1616 - 1618         | Nomeado bispo de Segóvia                        |
| 17º                 | Francisco González Zárate                   | 1615 - 1616         | Nomeado bispo de Ávila                          |
| 16º                 | Francisco Martínez de Cenicero              | 1607 - 1615         | Nomeado bispo de Jaén                           |
| 15º                 | Alfonso Coloma                              | 1603 - 1608         | morreu no cargo                                 |
| 14º                 | Juan de Zúñiga Flores                       | 1600 - 1602         | morreu no cargo                                 |
| 13º                 | Sancho Dávila Toledo                        | 1591 - 1600         | Nomeado bispo de Jaén                           |
| 12º                 | Jerónimo Manrique de Lara                   | 1583 - 1591         | Nomeado bispo de Ávila                          |
| 11º                 | Gómez Zapata                                | 1575 - 1582         | Nomeado bispo de Cuenca                         |
| 10º                 | Gonzalo Arias Gallego                       | 1565 - 1575         | morreu no cargo                                 |
| 9º                  | Esteban Almeida                             | 1546 - 1563         | morreu no cargo                                 |
| 8º                  | Juan Martínez Silíceo                       | 1541 - 1546         | Nomeado arcebispo de Toledo                     |
| 7º                  | Matthäus Lang von Wellenburg                | 1510 - 1540         | morreu no cargo                                 |
| 6º                  | Martín Fernández de Angulo Saavedra y Luna  | 1508 - 1510         | Nomeado bispo de Córdova                        |
| 5º                  | Juan Fernández Velasco                      | 1505 - 1505         | Nomeado bispo de Calahorra e La Calzada-Logroño |
| 4º                  | Juan Daza                                   | 1502 - 1504         | Nomeado bispo de Córdova                        |
| 3º                  | Juan Ruiz de Medina                         | 1495 - 1502         | Nomeado bispo de Segóvia                        |
| 2º                  | Bernardino López de Carvajal y Sande        | 1493 - 1495         | Nomeado bispo de Sigüenza                       |
| 1º                  | Rodrigo de Borja                            | 1482 - 1492         | Eleito Papa Alexandre VI                        |